# Akademie für Militärmedizinische Wissenschaften

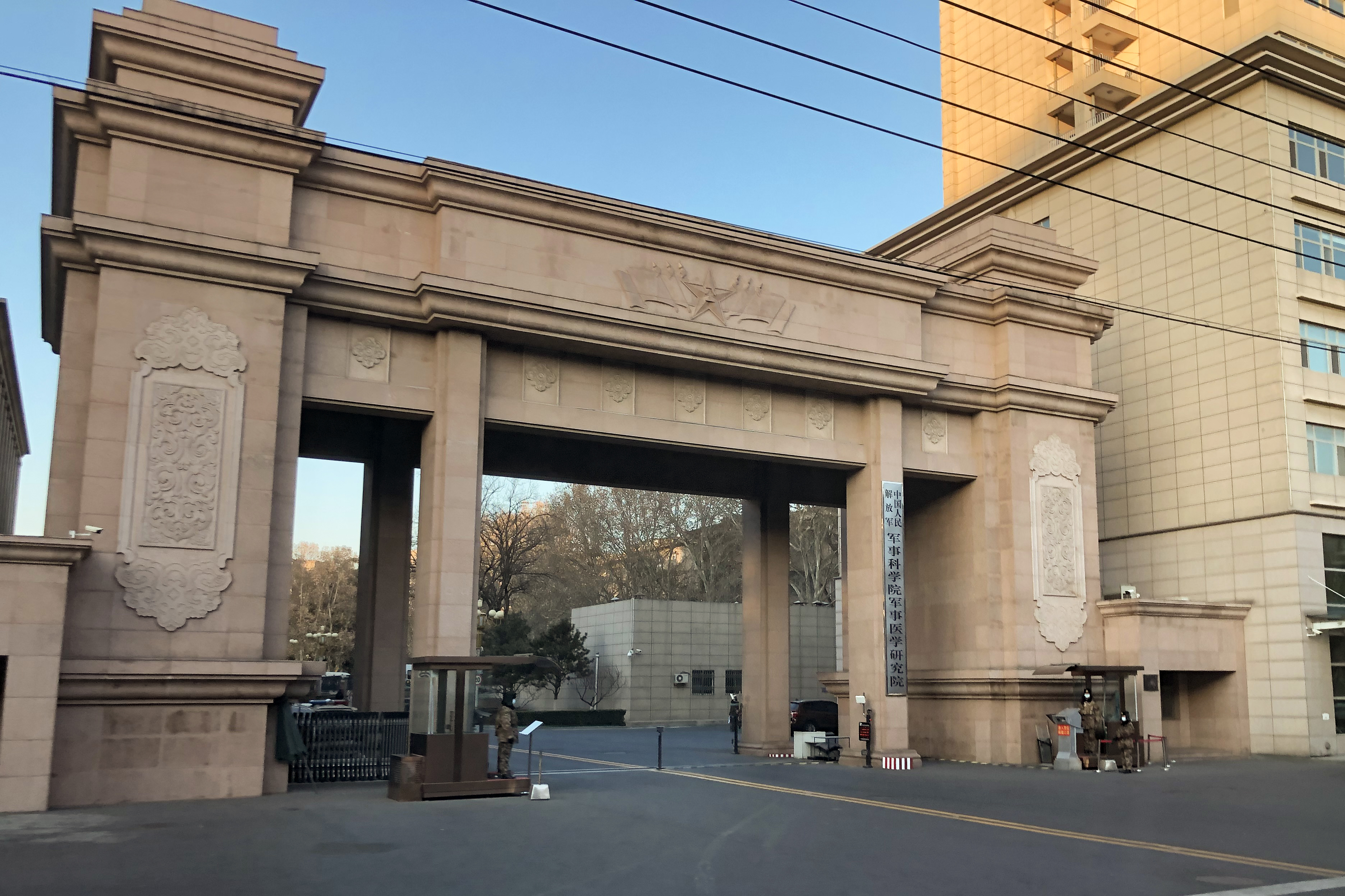
Eingang der Akademie für Militärmedizinische Wissenschaften

Die Akademie für Militärmedizinische Wissenschaften ist ein Forschungsinstitut des Volksbefreiungsarmee. Sitz der Akademie ist die 27 Taiping Straße im Haidian-Dikstrikt von Peking.
Die Akademie wurde von Bureau of Industry and Security des Department of Commerce auf die Sanktionsliste, sogenannte Entity List, gesetzt. Der Akademie wird vorgeworfen, dass sie das chinesische Militär unterstützen Waffen zur Kontrolle des Gehirns einzusetzen, welcher zur Unterdrückung der Uiguren verwendet wird. Es wurde auch elf Institute, das Feld-Bluttransfusionsinstiut, das Institut für Grundlagenmedizin, das Institut für Bioingenieurwesen, das Institut für Seuchenkontrolle und -prävention, das Institut für Gesundheitsdienstleistung und Medizininformation, das Institut für Hygiene- und Umweltmedizin, das Institut für Medizinische Ausrüstung, das Institut für Mikrobiologie und Epidemiologie, das Institut für Strahlung und Radiologie, das Institut für Toxikologie und Pharmakologie, und das Militärverterinärinstiut auf die Liste gesetzt.